# Macromitrium binsteadii
Macromitrium binsteadii là một loài Rêu trong họ Orthotrichaceae. Loài này được Dixon mô tả khoa học đầu tiên năm 1930.